# Haliris makiyamai
Haliris makiyamai is een tweekleppigensoort uit de familie van de Verticordiidae. De wetenschappelijke naam van de soort is voor het eerst geldig gepubliceerd in 1952 door Habe in Kuroda.